# Viréo doré
Vireo hypochryseus
Espèce
Statut de conservation UICN

 LC  : Préoccupation mineure
Le Viréo doré (Vireo hypochryseus) est une espèce d'oiseaux de la famille des Vireonidae.
Son aire s'étend à travers les zones tropicales de l'Ouest du Mexique.
- V. h. nitidus Van Rossem, 1934 — sud du Sonora ;
- V. h. hypochryseus Sclater, 1863 — du Sinaloa à l'Ouest de l'Oaxaca ;
- V. h. sordidus Nelson, 1898 — îles Tres Marías.